# Astylosternus robustus
La rana pelosa (Astylosternus robustus (Boulenger, 1900)) è una rana della famiglia Arthroleptidae, diffusa nell'Africa centro-occidentale.

## Descrizione

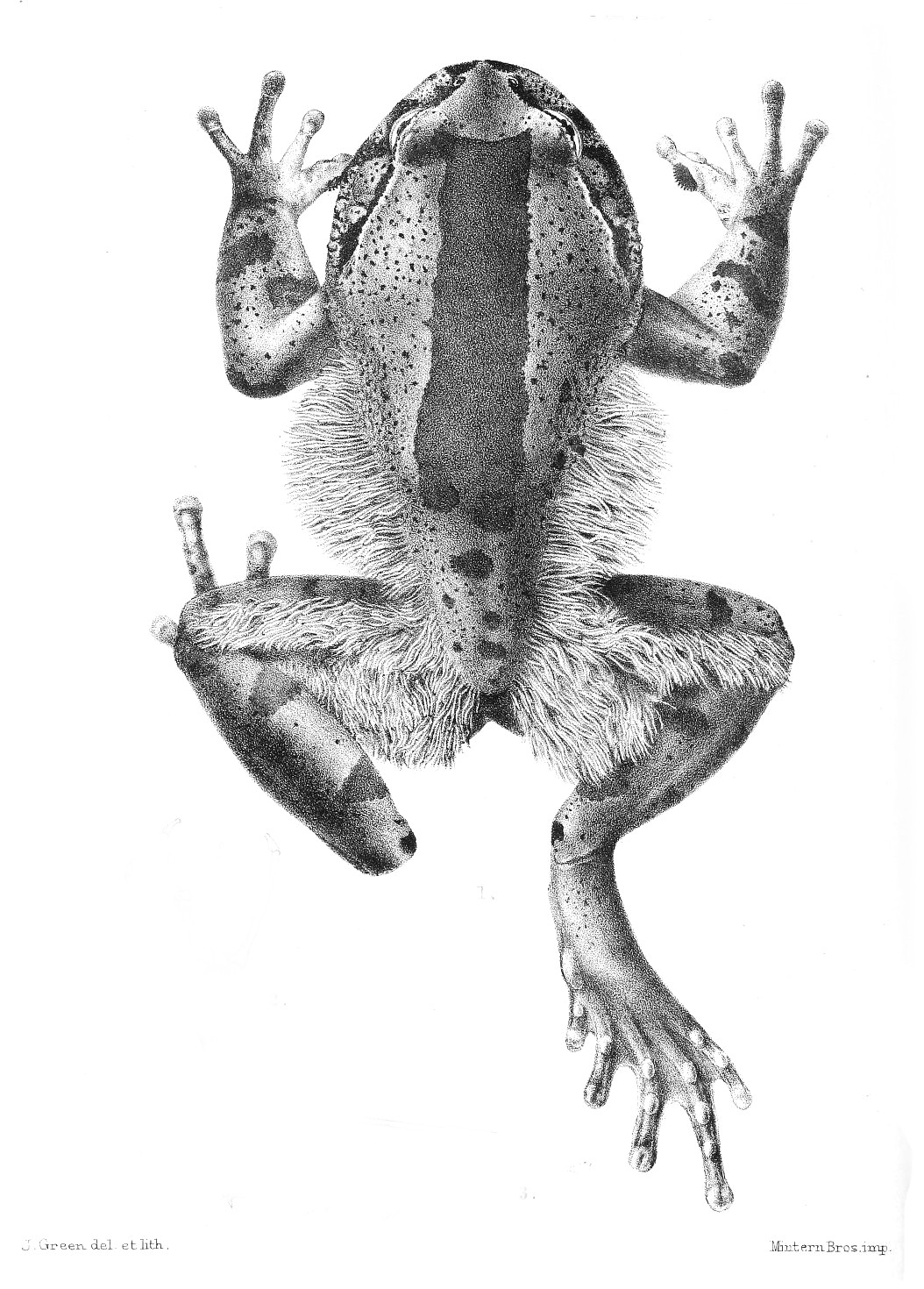
Maschio

La specie presenta un marcato dimorfismo sessuale.
La caratteristica più saliente, da cui deriva il suo nome comune, è la presenza, sui fianchi e sulle cosce del maschio, di ciuffi di papille dermali, all'apparenza simili a peli; si tratta in realtà di sottili filamenti fittamente vascolarizzati, che hanno funzione respiratoria, partecipando agli scambi gassosi assieme ai polmoni, che in questa specie sono di dimensioni ridotte.
La femmina, oltre ad essere sprovvista di tali estroflessioni, è di dimensioni decisamente più piccole.

## Biologia
La femmina, di abitudini terricole, depone le uova in acqua nella stagione delle piogge; il maschio invece trascorre gran parte della sua esistenza in acqua, restando immerso per tempi molto lunghi, e protegge le uova sino alla schiusa.

## Distribuzione e habitat
L'areale di questa specie si estende dalla Nigeria orientale sino all'estremità occidentale della Repubblica Democratica del Congo, comprendendo il Camerun, la Guinea Equatoriale, il Gabon e parte dell'Angola.

## Tassonomia
Precedentemente era considerata l'unica specie nota del genere Trichobatrachus.